# Crociati Noceto
Il Crociati Noceto, nota anche come Noceto, fu una società calcistica italiana con sede nel comune di Noceto, in provincia di Parma.
Nata nel 2006 dopo l'assorbimento del Noceto Calcio da parte dei Crociati Parma, ebbe un breve periodo nel calcio professionistico quando militò per due stagioni nella Lega Pro Seconda Divisione tra il 2009 e il 2011 prima di chiedere la retrocessione in Eccellenza.
Dopo un'ennesima retrocessione per inadempienze finanziarie, la società fu radiata dalla FIGC il 14 settembre 2016.

## Storia
Il Collecchio fu fondato nel 1913 e la società militò nelle categorie dilettantistiche, dalla Terza Categoria alla Serie D; assunta la denominazione Crociati Parma, la squadra a partire dagli anni '90 trasferì il campo di gioco in diverse località della provincia per cercare di sopperire alla mancanza di pubblico.
Dopo aver mancato la promozione nella stagione 1999-2000 si lotta sempre per evitare la zona retrocessione, che arriva dopo 4 stagioni e la riporta indietro al massimo livello regionale attuale, l'Eccellenza.
Nel 2006 si combinano due situazioni favorevoli: il Noceto Calcio abbandona l'attività calcistica cedendo il proprio titolo sportivo al Soragna, una società limitrofa ed è l'anno del ritorno in Serie D per i Crociati Parma, che militava in Eccellenza, altro cambio di sede (e un anno dopo anche di denominazione) e da Parma si passa a Noceto dove il pubblico pagante abituato al calcio dilettantistico va allo Stadio per vedere una squadra che lotta per il salto di categoria e di qualità.
E dopo un campionato chiuso all'11º posto, i giallo-blu, nel campionato 2008-09, raggiungono il loro massimo storico, vincendo il girone e raggiungendo il calcio professionistico. Dopo aver centrato la salvezza nel campionato 2009/2010 di Lega Pro Seconda Divisione, nel campionato 2010/2011 ha lottato per una salvezza conquistata sul campo ma poi persa per gravissime difficoltà economiche che hanno portato alla mancata iscrizione al nuovo torneo.
Quindi nella stagione 2011-2012 si iscrive nel girone A dell'Eccellenza.
Nel 2015-16 dovette ripartire dall'ultimo gradino della piramide calcistica italiana, la Terza Categoria della provincia di Parma.
A settembre 2016 fu presentata istanza di fallimento presso il tribunale di Parma per inadempienze verso creditori ed erario, e contestualmente al fallimento giudiziario la FIGC decise la revoca dell'affiliazione e la radiazione della società.

## Colori e simboli

### Colori
Il Crociati Noceto adottava come colori sociali il giallo e il blu. Le precedenti colorazioni erano state utilizzate anche dal Crociati Parma.

### Colori e simboli

#### Stemma
Lo stemma della squadra era un ancile bordato di nero diviso in due parti; a destra c'erano due righe rispettivamente blu e gialla, mentre a sinistra era presente una croce nera su sfondo bianco. In alto si trovava una fascia contenente la denominazione societaria.

## Strutture

### Stadio
Il Crociati Noceto disputava le partite interne allo stadio Il Noce, l'impianto disponeva di 1000 posti suddivisi in due tribune poste ai lati del campo, delle quali una scoperta e l'altra scoperta, il terreno è in erba naturale.

### Centro di allenamento
La squadra si allenava allo stadio Il Noce.

## Società

### Sponsor
| Cronologia degli sponsor tecnici - 2007-2014 Erreà - 2014-2016 Macron | Cronologia degli sponsor ufficiali - 2007-2016 Polis quotidiano |

## Allenatori e presidenti
| Allenatori - 2007-2008 Giuseppe Ravasi - 2008-2011 Marco Torresani - 2011-2012 Samuele Rivara - 2012-2015 Vittorio Bazzarini - 2015-2016 ... | Presidenti - 2007-2016 Angelo Buzzi |

## Palmarès

### Competizioni interregionali
- Serie D: 1

2008-2009 (girone D)

## Statistiche e record

### Partecipazione ai campionati
Campionati Nazionali
| Livello | Categoria                  | Partecipazioni | Debutto   | Ultima stagione | Totale |
| ------- | -------------------------- | -------------- | --------- | --------------- | ------ |
| 4º      | Lega Pro Seconda Divisione | 2              | 2009-2010 | 2010-2011       | 2      |
| 5º      | Serie D                    | 2              | 2007-2008 | 2008-2009       | 2      |

Campionati regionali
| Livello | Categoria       | Partecipazioni | Debutto   | Ultima stagione | Totale |
| ------- | --------------- | -------------- | --------- | --------------- | ------ |
| I       | Eccellenza      | 4              | 2011-2012 | 2014-2015       | 4      |
| V       | Terza Categoria | 1              | 2015-2016 | 2015-2016       | 1      |